# Czersk (województwo mazowieckie)

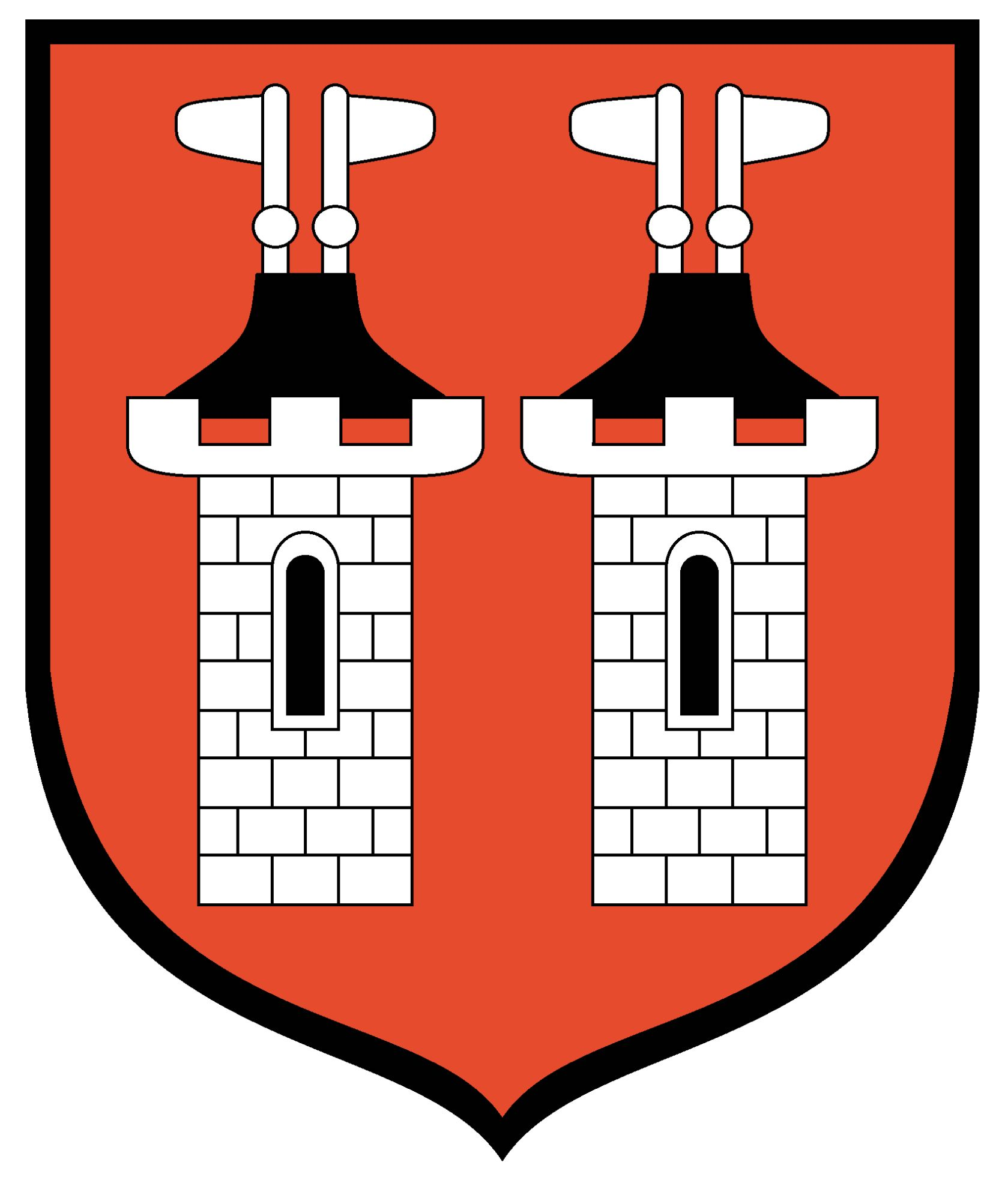
Nieoficjalny herb wsi Czersk

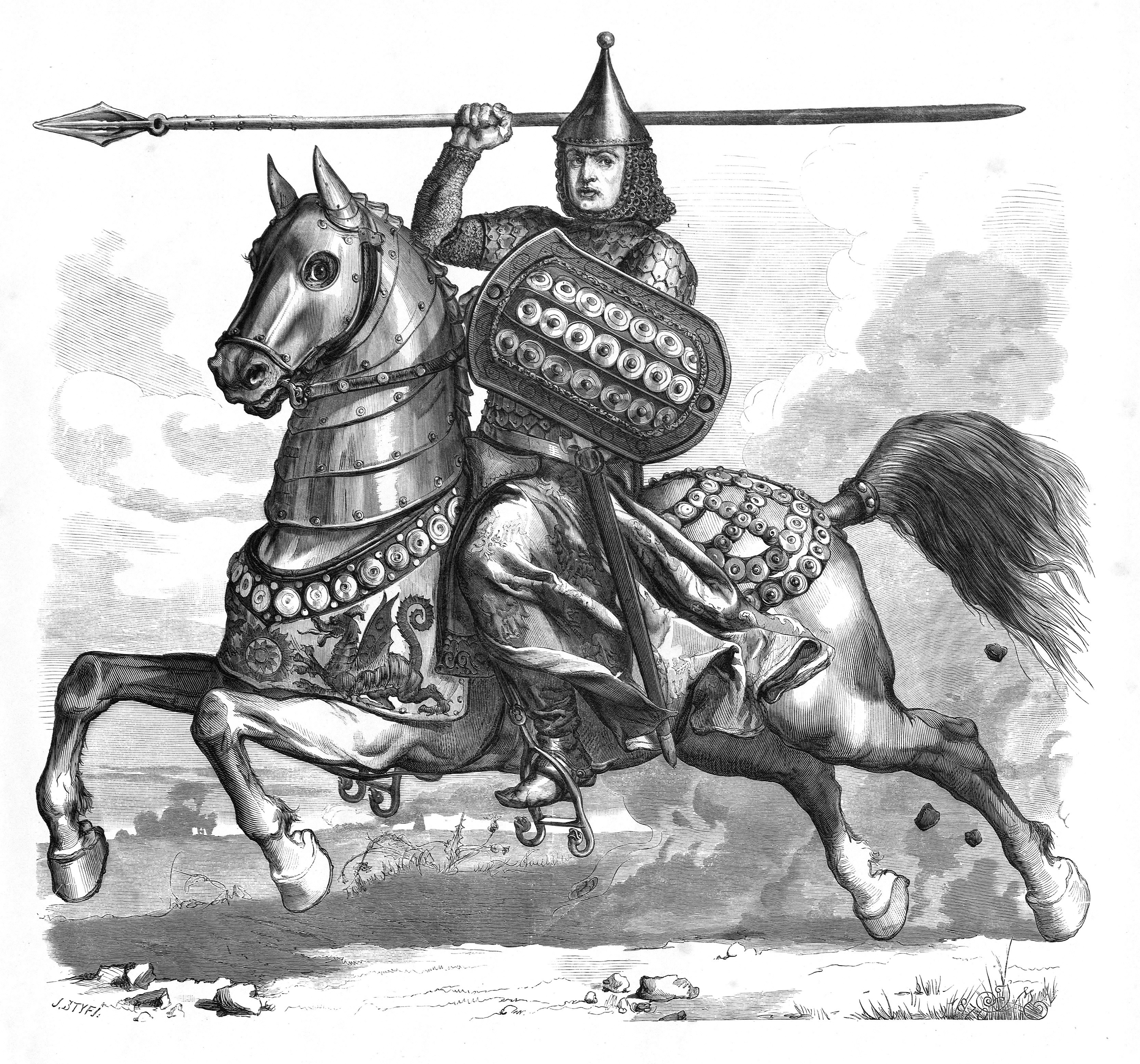
Trojden I, książę czerski

Czersk – wieś sołecka w Polsce położona w gminie Góra Kalwaria, w powiecie piaseczyńskim, w województwie mazowieckim.
W średniowieczu Czersk stanowił jeden z najważniejszych ośrodków osadniczych na Mazowszu, znany już od XI wieku. W wiekach XII i XIII funkcjonował jako gród obronny, potem jako kasztelania i stolica jednego z księstw dzielnicowych. W latach 1350–1870 Czersk posiadał prawa miejskie. Obecnie Czersk znany jest głównie z ruin średniowiecznego zamku książąt mazowieckich, które są główną atrakcją turystyczną tej małej miejscowości i równocześnie jednym z najcenniejszych zabytków na Mazowszu.
Czersk znajduje się w odległości kilku kilometrów od Góry Kalwarii. Położony jest nad Jeziorem Czerskim, starorzeczem wiślanym. Kilkaset metrów dalej płynie Wisła. Przez Czersk z Coniewa do Brzumina prowadzi droga wojewódzka nr 739, która łączy wieś z drogą krajową nr 79.

## Nazwa

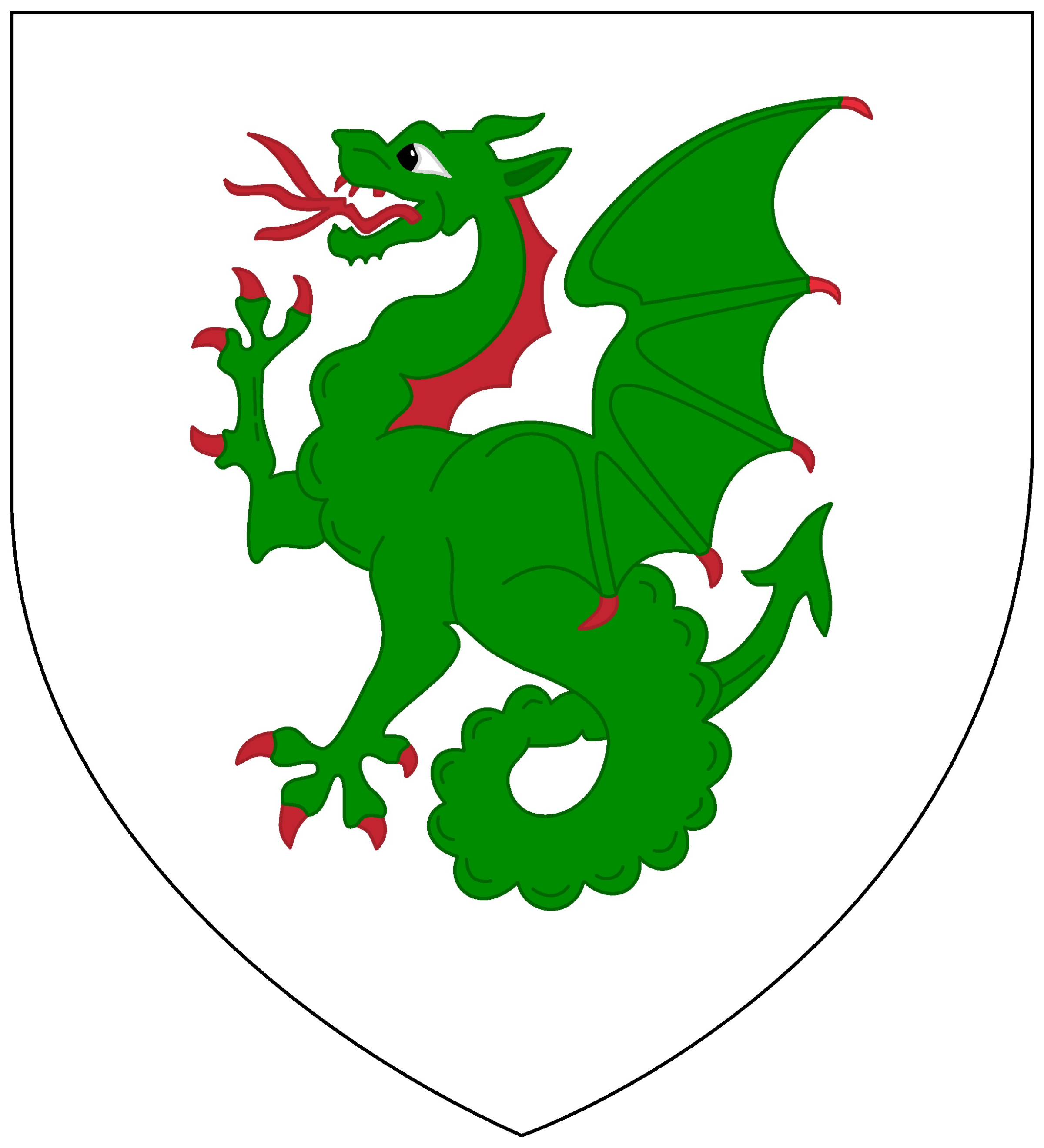
Herb Księstwa Czerskiego

Najwcześniejszą wzmiankę o nazwie notuje pod rokiem 1142 Latopis Ławrientiewski, jako Čьrnьsk.
Później pojawia się także w polskojęzycznych zapiskach: Cirnsk (1236-1237), Cyrnsko (1242), Czyersko (1456). Średniowieczna nazwa brzmiała Czyrńsk, Czyrńsko. W wyniku uproszczenia grupy spółgłoskowej przeszła ona w Czyrsko. Jeszcze w średniowieczu nastąpiła kolejna zmiana, grup -yr- i -ir- w -er-, dzięki czemu ukształtowała się współczesna forma. Nazwa grodu pochodzi najprawdopodobniej od nazwy rzeki Czarnej, mającej w pobliżu ujście do Wisły. Powstała ona poprzez dodanie do nazwy rzeki przyrostka -ъsko. Stąd też występowanie obu form męskich (Czyrńsk) i nijakich (Czyrńsko).

## Części wsi
| SIMC    | Nazwa  | Rodzaj  |
| ------- | ------ | ------- |
| 0001703 | Tatary | kolonia |

## Historia
Początki osadnictwa na wzgórzu w miejscu obecnego Czerska datuje się na epokę kamienną. Okolica była atrakcyjnym miejscem dla założenia osady ze względu na położenie na skrzyżowaniu szlaków handlowych, umiejscowienie nad skarpą oraz dogodną przeprawę przez Wisłę.
Pierwszy znany gród powstał w XI wieku na miejscu istniejącej już osady z VII-VIII wieku. W XII wieku Czersk stał się siedzibą kasztelana, a w 1252 archidiakonatu, podległego biskupstwu poznańskiemu, co czyniło go ważnym ośrodkiem politycznym. W tym samym wieku stał się Czersk stolicą Księstwa Mazowieckiego. W miejscowości powstał targ miejski.
Prawa miejskie uzyskał Czersk w 1350 roku, a w 1386 roku został lokowany na prawie chełmińskim. Na przełomie XIV i XV wieku książę Janusz I Starszy zbudował w Czersku wieloboczny zamek z dwiema wieżami oraz wieżą bramną (później dobudowano arkadowy most w miejsce zwodzonego). W 1413 roku Janusz I przeniósł swoją główną siedzibę z podupadającego Czerska do nowego prężnie rozwijającego się ośrodka – Warszawy, gdzie uczynił on z kościoła pod wezwaniem św. Jana kolegiatę mazowiecką, oraz zbudował najstarszą część późniejszego Zamku Królewskiego. Powodem upadku Czerska miało być przesunięcie się koryta Wisły na wschód w XIV wieku.
Ponowny okres rozkwitu przeżył Czersk, gdy rządziła nim królowa Bona, żona Zygmunta Starego. Otrzymała ona Czersk jako odprawę wdowią po śmierci Zygmunta Starego. Królowa chętnie przebywała w tym mieście i z jej inicjatywy powstał wtedy browar, rozwinęły się handel, rzemiosło, uprawa winorośli i ogrodnictwo. Wytwarzano tu słynne sukno zwane londrynem. Od XVI wieku do pierwszej połowy XVIII wieku Czersk był miejscem obrad sejmików ziemskich ziemi czerskiej.
W czasie potopu szwedzkiego Czersk doznał bardzo poważnego uszczerbku. Wojska szwedzkie po doznaniu klęski od Stefana Czarnieckiego pod Warką wycofując się opanowały twierdzę czerską i doszczętnie ją zdewastowały. Od tego czasu nastąpił dalszy, systematyczny regres miasta. W latach 1762–1766 marszałek wielki koronny Franciszek Bieliński podjął próbę odbudowy zamku (wtedy powstał most przez fosę), jednak po dostaniu się pod zabór pruski mury zostały zburzone, co pozbawiło twierdzę resztek znaczenia militarnego. W 1870 roku zostały Czerskowi odebrane przez władze rosyjskie prawa miejskie. Współcześnie, w miejscu dawnej twierdzy pozostały ruiny i brukowane ulice.
Do 1954 roku istniała gmina Czersk. W latach 1975–1998 miejscowość administracyjnie należała do województwa warszawskiego.

## Zabytki
Najważniejszym zabytkiem w Czersku jest zamek. Prezentuje się on szczególnie imponująco od strony Wisły, zaś z jego wież roztacza się widok na okolicę. Zamek wpisany jest do rejestru zabytków pod nr 1009/116 z 25.01.1958
W Czersku znajduje się również parafialny kościół pw. Przemienienia Pańskiego. Wzniesiony został w latach 1805-1806, jako zadośćuczynienie rządu pruskiego za konfiskatę parafii wsi Linin. Następnie był przebudowywany w 1900 r. Ołtarz główny został wykonany w roku 1901. Cały obiekt jest wpisany do rejestru zabytków wraz z cmentarzem kościelnym (nr rej. 1010/690/62 z 12.04.1962).
Obecny Czersk położony jest niezmiennie na średniowiecznym planie miasta. Średniowieczny układ urbanistyczny miasta również wpisany jest do rejestru pod nr A-1601 z 15.09.1999.
W 2009 w pobliżu zamku, na dnie pogłębianego stawu odnaleziono 500-letnią szkutę.

## Galeria

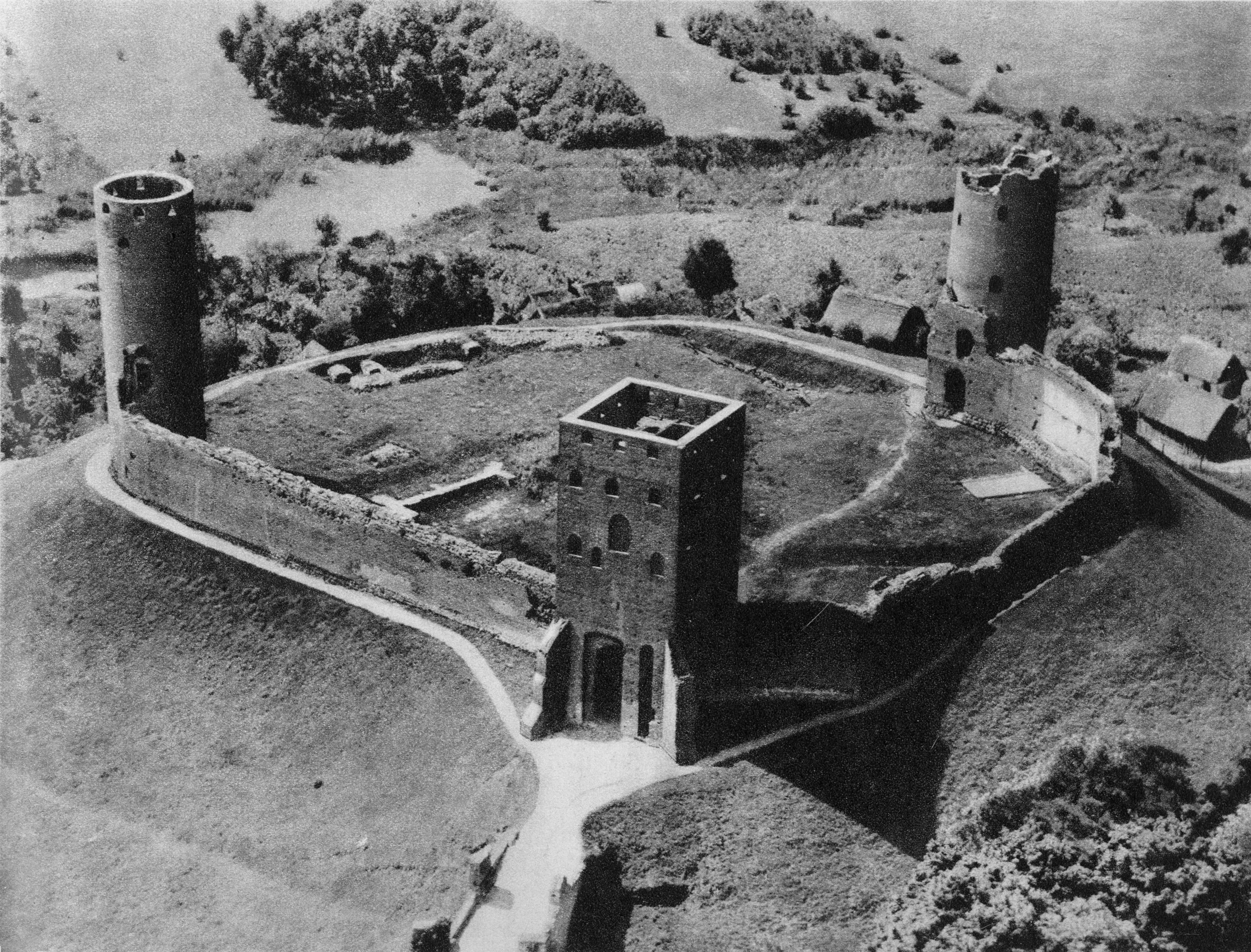
Czersk przed 1952
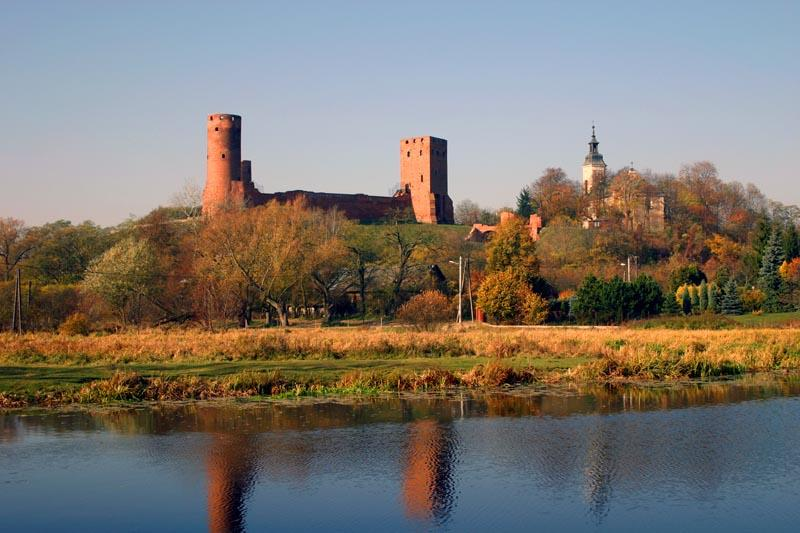
Zamek i kościół w Czersku
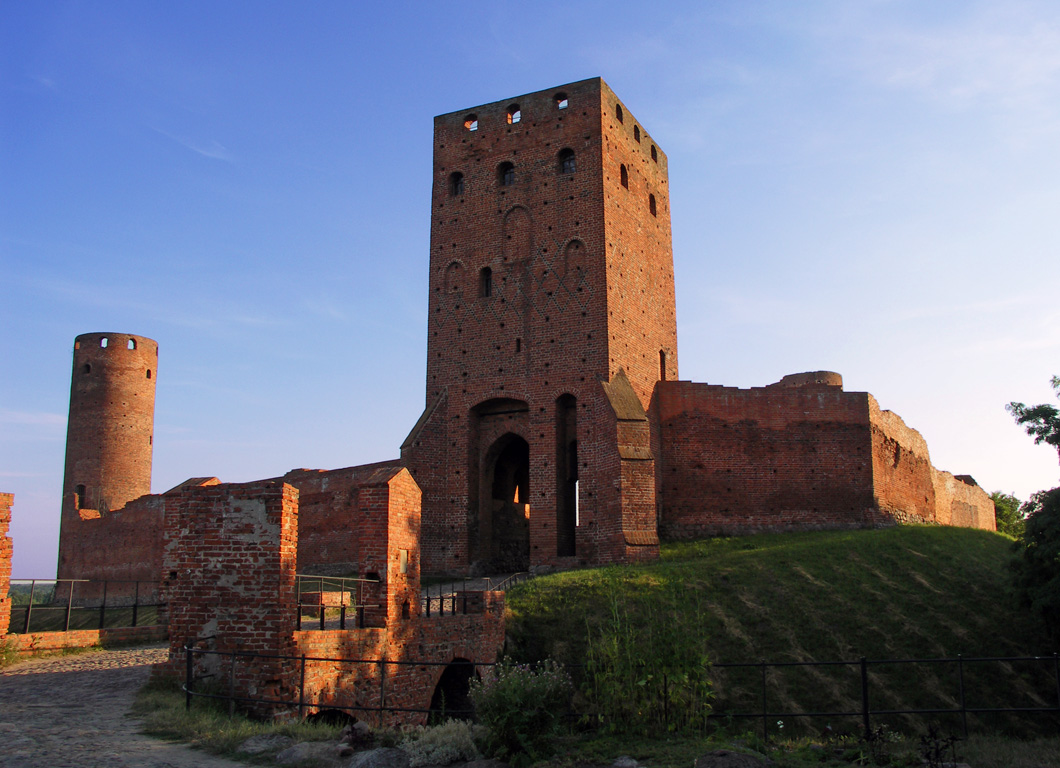
Wieża zamkowa z bramą wjazdową
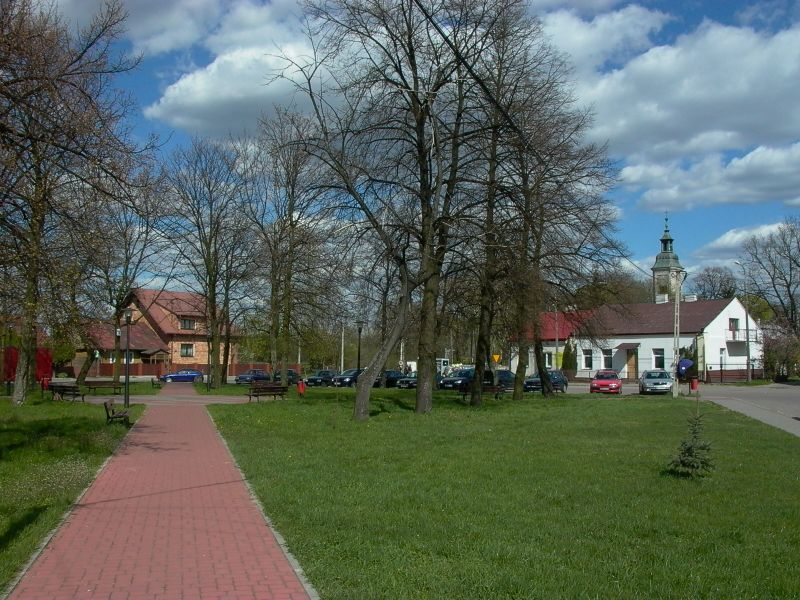
Plac Tysiąclecia - rynek miejski
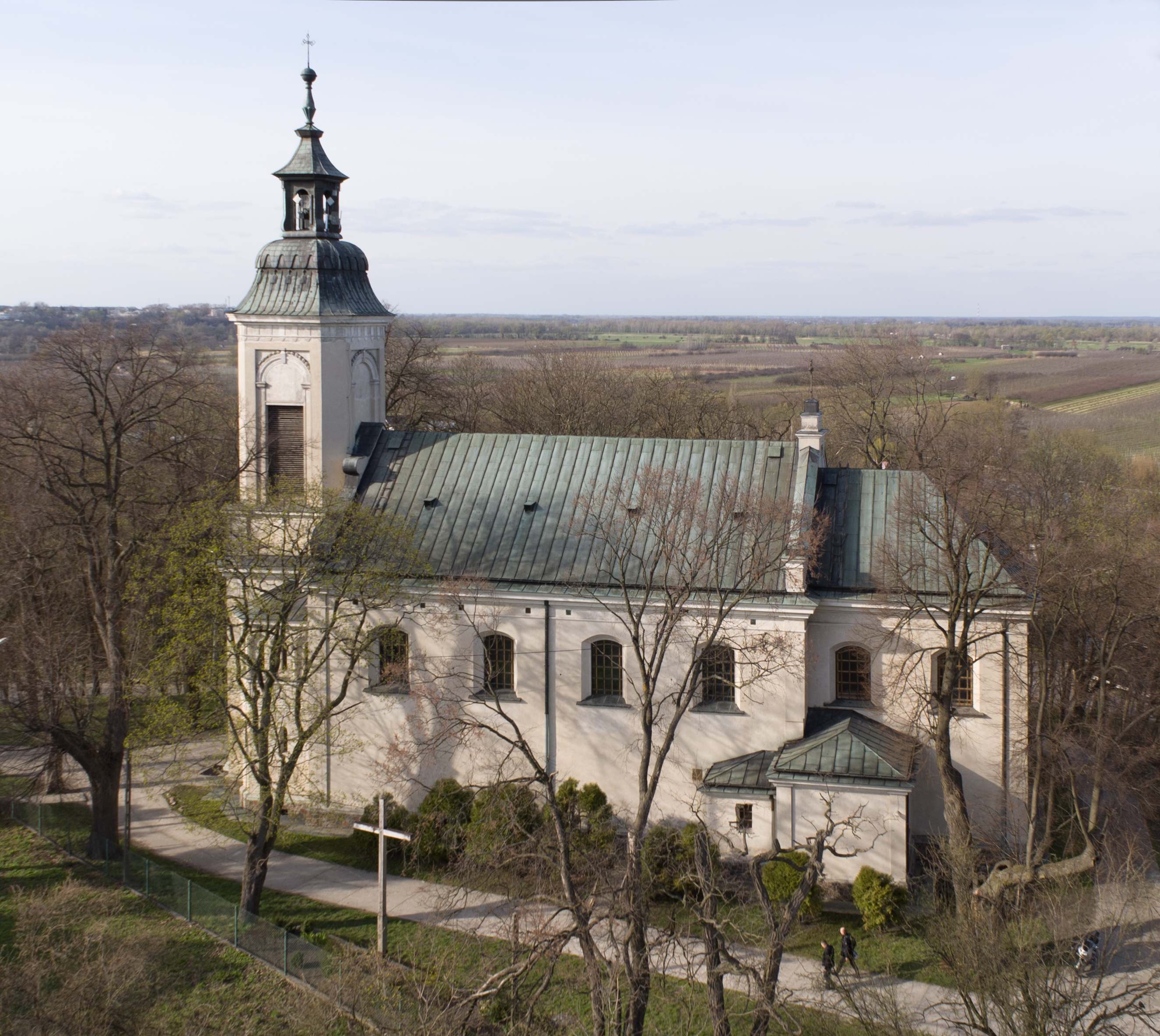
Kościół pw. Przemienienia Pańskiego
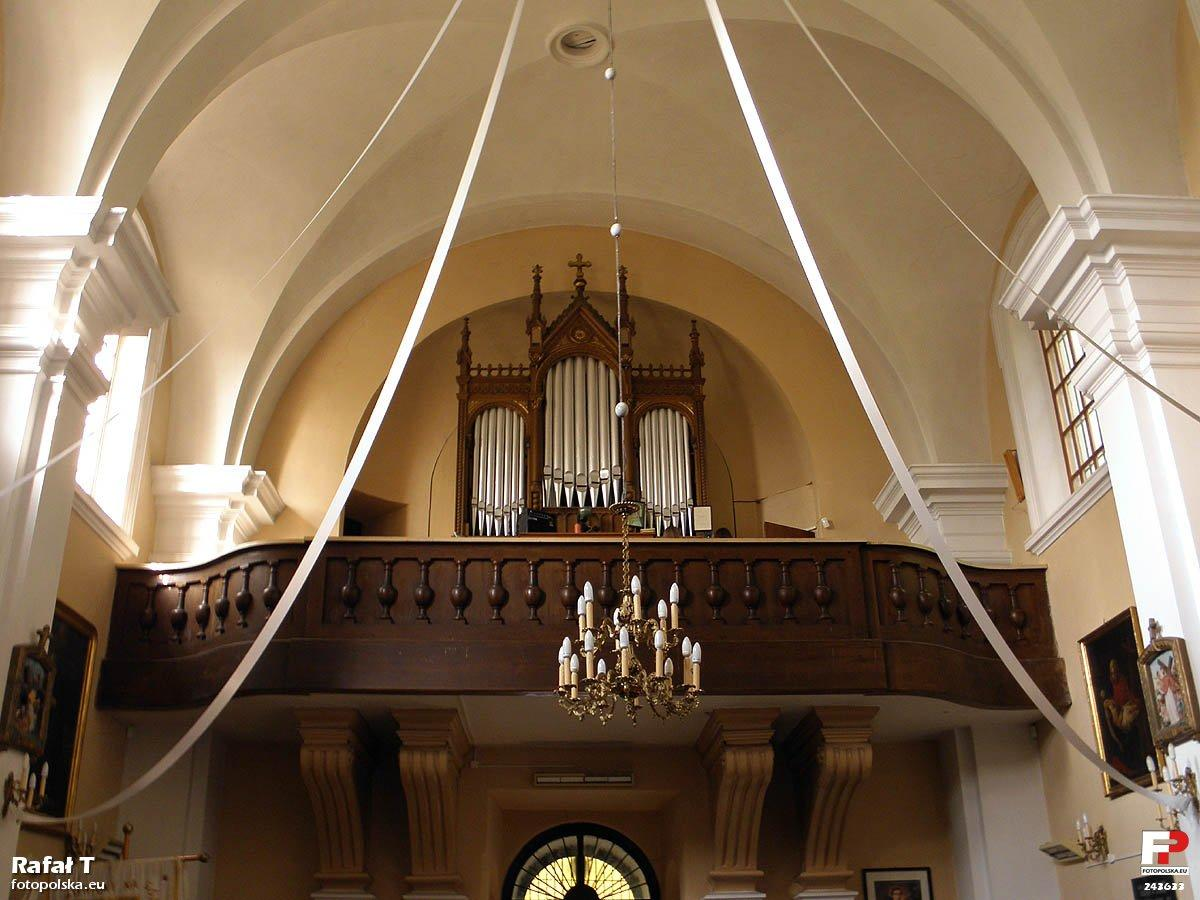
Chór i organy
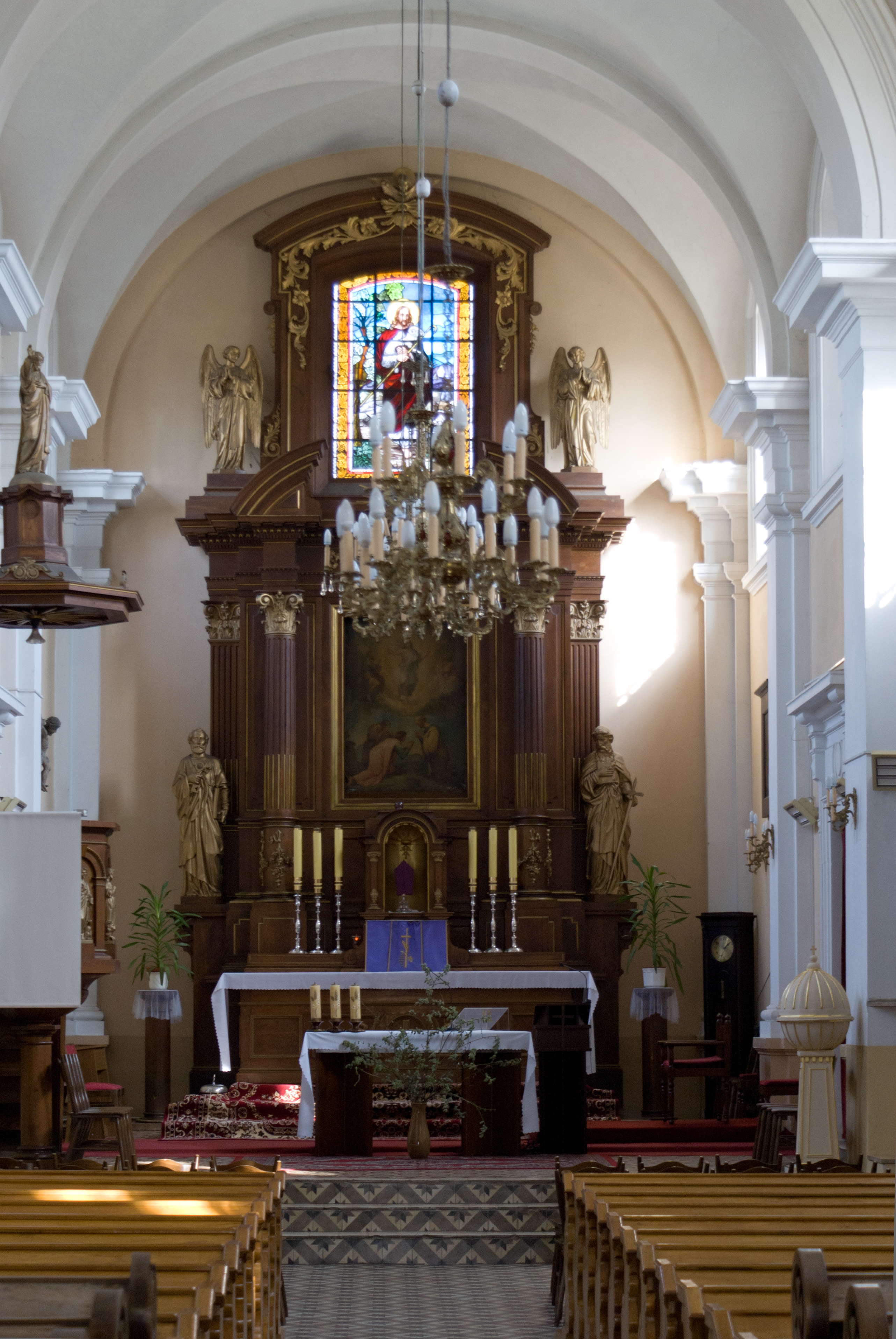
Ołtarz główny
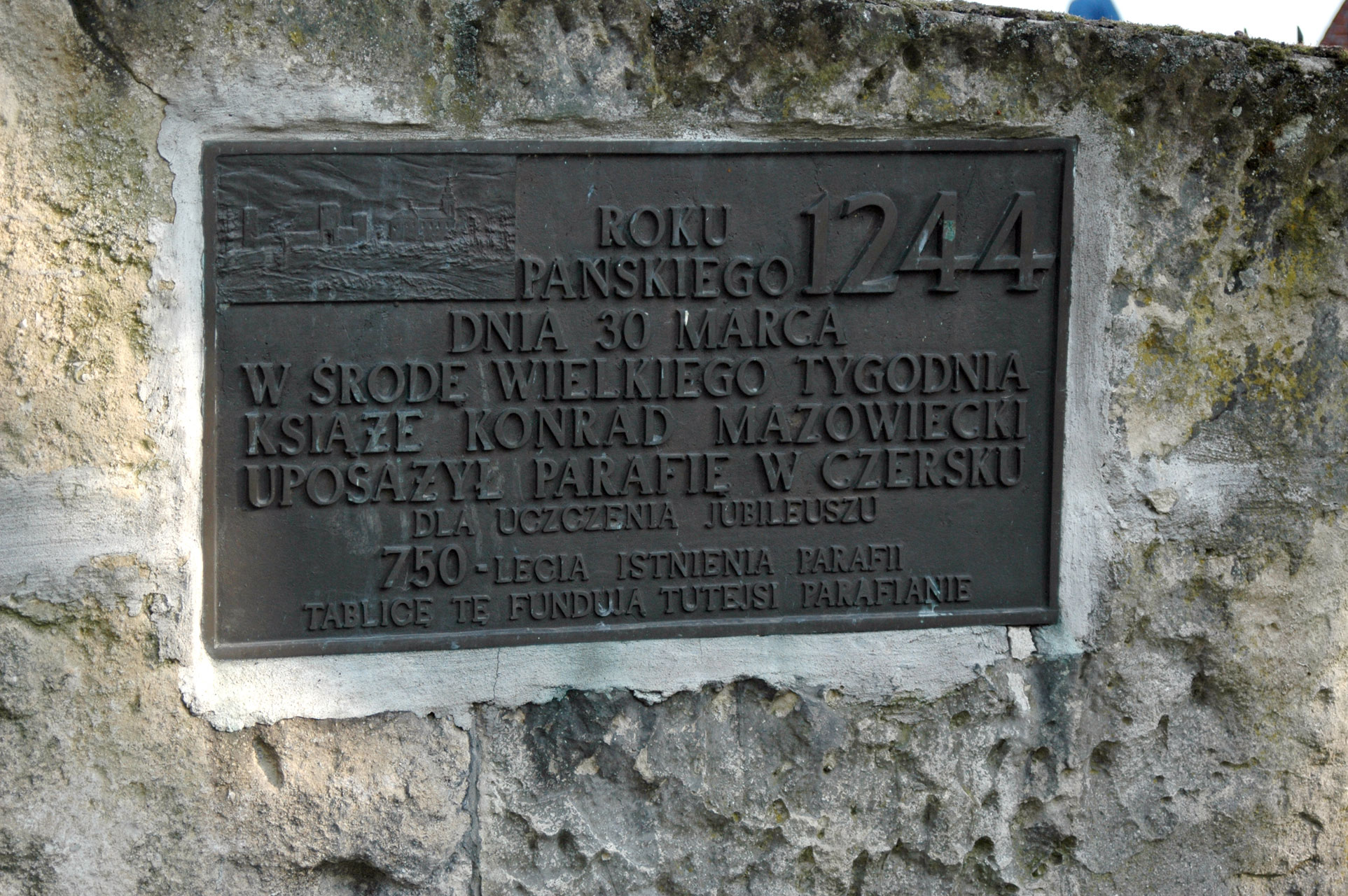
Tablica upamiętniająca 750 lat parafii i kościoła